# Josef Moser (Radsportler)
Josef Moser (* 24. Januar 1917 in Wien; † 18. August 1944) war ein österreichischer Radrennfahrer.

## Sportliche Laufbahn
Moser war im Bahnradsport aktiv. 1936 bestritt er mit dem Vierer der Österreichs die Mannschaftsverfolgung bei den Olympischen Sommerspielen in Berlin, sein Team belegte den 10. Platz.
Moser startete für den Verein Wiener Sport Club.